# Sky Full of Moon
Sky Full of Moon è un film del 1952 diretto da Norman Foster.
È un western statunitense con Carleton Carpenter, Jan Sterling, Keenan Wynn, Robert Burton e Elaine Stewart.

## Produzione
Il film, diretto e sceneggiato da Norman Foster, fu prodotto da Sidney Franklin per la Metro-Goldwyn-Mayer e girato a Las Vegas, Nevada, e nei Metro-Goldwyn-Mayer Studios a Culver City, California, dal 16 aprile all'inizio di maggio 1952.

## Distribuzione
Il film fu distribuito negli Stati Uniti dal 12 dicembre 1952 al cinema dalla Metro-Goldwyn-Mayer (tramite la Loew's). È stato distribuito anche in Brasile con il titolo Céu de Prata.